# Erkas
Erkas är en kulturhistoriskt värdefull bergsmansgård i Åsmundshyttan i Hofors kommun. Gården är ett byggnadsminne sedan 1991.

## Historia
Erkas är en av de äldsta gårdarna i bergsmansbyn Åsmundshyttan. Namnet Erkas (Eriks) härrör från 1760-talet, men gården existerade redan under det föregånde århundradet. Den första kända ägaren hette Anna Göransdotter och brukade hemmanet omkring år 1700.
År 1816 köpte bergsmannen Erik Larsson på Erkas hälften av grannhemmanet Åsmundshyttan nr 1. I köpet ingick även granngårdens tomtplats, vilket gjorde det möjligt att utvidga gårdsbebyggelsen över två tomter.

## Beskrivning
Studier av bl a äldre kartmaterial har visat att Erkas nuvarande mangårdsbyggnad med all sannolikhet är identisk med den parstuga som vid 1700-talets slut var mangårdsbyggnad på Åsmundshyttan nr 1. Senare har dock huset byggts till både på höjden och bredden, det sista för att åstadkomma den dubbelfiliga planlösning som utmärker bergsmansgårdarna i Torsåker under 1800-talets förra hälft och mitt.
Mangårdsbyggnadens nuvarande exteriör med slät oljefärgsmålad panel, tak i falsad plåt och två glasverandor härrör från 1800-talets slut och 1900-talets början. Interiören är däremot av äldre karaktär, framför allt övre våningen som bevarats i princip orörd sedan påbyggnaden skedde omkring 1850. Här är även tapeter och färgsättning bevarade i ursprungligt skick, med undantag av en kammare som nyinreddes omkring år 1900.
I vinkel mot mangårdsbyggnaden står en f d bryggstuga som numera fungerar som bostad. Bryggstugan är troligen uppförd under 1870- eller 80-talet. Till gården hör också en större ladugård byggd 1884, ett tvåvåningshärbre från 1800-talets mitt samt en tvättstuga från tiden omkring sekelskiftet 1900.